# 史密斯氏银口天竺鲷
史密斯氏银口天竺鲷（学名：Jaydia smithi）是輻鰭魚綱鈎頭魚目天竺鲷科银口天竺鲷属的一种鱼类。分布于印度洋北部到西太平洋，近年从红海经由苏伊士运河入侵到了地中海。模式产地为亚丁湾。本魚身體稍微壓縮，呈橢圓形，有兩個背鰭，第一個背鰭有一個深凹口的膜，第三和第四個刺最長，背鰭2個，第二背鰭比第一背鰭高很多，臀鰭起於第二背鰭前緣稍後，尾鰭呈圓形，嘴巴稍微傾斜並位於末端，向後伸展與大眼睛的後緣對齊，前鰓蓋骨邊緣呈鋸齒狀，在下後緣的角度處有三到七個平坦的小鋸齒，鱗片大而細櫛狀，側線有24-26片鱗片，尾鰭基部的一到兩片鱗片無孔，體色淺棕褐色，腹部呈白色，顏色逐漸變淺，有五到六個暗色條紋，前背鰭的前部是黑色的，在後背鰭的下三分之一處有一系列黑點形成一條線，第二背鰭的外緣和尾鰭的後緣是黑色，胸鰭和腹鰭是透明，隨著年齡增長，顏色會從白色變成淺灰色，體長可達15公分，棲息在岩礁及珊瑚礁區，夜間活動，屬肉食性，以小型無脊椎動物為食，繁殖期時，雄魚具有口孵習性，卵約7日化成仔魚，由雄魚吐出，具短暫的仔魚飄浮期，生活習性不明。